# Guy Maddin
Guy Maddin (Winnipeg, Manitoba, Kanada,  28. veljače 1956.), kanadski filmski redatelj, scenarist, snimatelj i montažer. Poznat je po sklonosti ka rekreiranju izgleda i stila filmova iz ere nijemog filma i početka zvučnog razdoblja, što mu je donijelo popularnost i pohvale u alternativnim filmskim krugovima.

## Vanjske poveznice
- Guy Maddin u internetskoj bazi filmova IMDb-u (engl.)